# Talp insular
El talp insular (Mogera insularis) és una espècie de mamífer de la família dels tàlpids. Viu a Taiwan, el Vietnam i la Xina.